# Vitalij Šlykov
Vitalij Vasil'evič Šlykov (in russo Виталий Васильевич Шлыков?; 1934 – 2011) è stato un agente segreto e politico russo capo della GRU, viceministro della Difesa e fondatore del Consiglio per la politica estera e la difesa.

## Biografia
Nel 1983 Šlykov fu arrestato in Svizzera a seguito del suo tradimento di Dieter Gerhardt nel corso di un interrogatorio della CIA. Gerhardt era un cittadino sudafricano che aveva collaborato per vent’anni come spia dell’Unione Sovietica, prima che la sua copertura fosse compromessa dal Dossier Farewell, raccolti dal colonnello Vladimir Vetrov, defettore del KGB.
Šlykov fu imprigionato mentre si stava recando a Zurigo sotto il falso nome di Michail Vasil'evič Nikolaev per incontrare la moglie di Gerhardt, Ruth, la quale fungeva da corriere. Fu incarcerato per tre anni con l’accusa di spionaggio a favore dell’Unione Sovietica, sebbene non avesse rivelato alle autorità svizzere né il proprio nome reale né alcun ulteriore particolare. Il suo nome in codice era Bob.
Dopo il suo rilascio nel 1986, fondò il Consiglio per la politica estera e la difesa, un influente pensatoio politico che forniva consulenze al Cremlino in tema di sicurezza.
Durante la presidenza di Boris El'cin, fu nominato viceministro della Difesa della Federazione Russa.

## Analisi della caduta dell’Unione Sovietica
Šlykov riferì ai suoi superiori che l’Unione Sovietica fondava le proprie politiche economiche e militari su false assunzioni ereditate dall’era di Stalin. Ad esempio, egli dichiarò che il conflitto fra la NATO e l’Unione Sovietica era basato sulla falsa ipotesi secondo la quale esso avrebbe replicato la seconda guerra mondiale da un punto di vista strategico e tecnologico. In vista di tale eventualità, si pianificò di armare fra i 4 e gli 8 milioni di soldati, equipaggiandoli con enormi quantità di materiali bellici: aerei, cannoni, carri armati, ecc. dal momento che ci si attendeva un alto tasso di logoramento sia dei materiali che dei soldati.
Di conseguenza, alla maggior parte dei siti industriali dell’URSS fu richiesto di non dismettere la propria capacità produttiva in tempo di pace, al fine di poter fronteggiare le necessità di un evento bellico e di poter produrre le ingenti quantità di materiali che si sarebbero rese necessarie in caso di guerra. Tutto ciò ebbe un effetto esplosivo sull’economia russa.
Šlykov arguì che l’assimilazione della Terza Guerra Mondiale alla seconda fosse errata e che stesse distruggendo l’economia russa, senza neppure prepararla all’eventualità di un nuovo conflitto. Egli evidenziò come le potenze occidentali avessero abbandonato l’approccio della Seconda Guerra Mondiale e iniziato a produrre armamenti leggeri, capaci di contrastare la preponderanza numerica dell’esercito russo e quella dei suoi armamenti classici.
A seguito di tale sforzo intellettuale, fu sbrigativamente congedato dall’esercito russo. Successivamente, pubblicò le sue tesi nella stampa aperta.